# Melissodes leprieuri
Melissodes leprieuri är en biart som beskrevs av Blanchard 1849. Melissodes leprieuri ingår i släktet Melissodes och familjen långtungebin. Inga underarter finns listade i Catalogue of Life.